# Тукан, Людмила
Людмила Тукан (рум. Liudmila Tukan, гаг. Lüdmila Tukan) — гагаузская певица, исполнительница авторских песен. Участница конкурса песни «Тюрквидение-2013».

## Биография
Людмила Тукан родилась 21 июня 1982 в городе Чадыр-Лунга, Республика Молдова, Гагаузия. Детство и юность провела в гагаузском селе Баурчи. Карьеру певицы начала в 1998 году.
В 2008 году на конкурсе «Серебряный голос Гагаузии» Людмила завоевала своё первое гран-при. Около трех лет работала над созданием своего первого альбома «Сана, маму» («Sana, mamu»), в который вошли песни на родном гагаузском языке, а также на русском и молдавском, в народном поп-стиле. Первый диск певица посвятила любимой маме (в переводе на русский: «Sana, mamu» — «Тебе, мама»).
2011 год стал для певицы поворотным пунктом в карьере, она получила приглашение на международный фестиваль музыки в Ашхабаде (Aşgabat), Туркменистан. В том же году Людмила приняла участие на фестивале «Восточный Базар» в Ялте, где исполнила песню «Umut incä», вышла в финал и получила специальный приз — возможность снять клип на авторскую песню в Турции. Клип был снят на известную песню «Kɪsmet mi bu osa mɪ zeet» (Счастье ли это, или боль). Следующим этапом был музыкальный конкурс «GRAND PRIX» в Одессе, где певица заняла первое место в своей категории.
Вдохновлённая положительными отзывами своих родных и радиослушателей, Людмила решила продолжить творчество, но в более ярких оттенках. В 2012 году был создан второй альбом «Жаркое лето, веселые дни…», в работе над которым участвовал известный молдавский композитор Мирча Гуцу. В тандеме с гагаузскими поэтами (Тодур Занет, Тодур Мариноглу) певица стала исполнять песни на патриотическую тему, и уже сразу на следующий год после второго альбома вышел её третий сборник «Bendä var bir Vatan» («У меня одна родина»).
Людмила снялась в нескольких клипах своих песен. Стал популярным клип «Bobanɪn elleri» (Руки моего отца), в котором певица описывает свои воспоминания и поёт о нежных чувствах к отцу.
Людмила Тукан участвовала в певческом конкурсе «Тюрквидение-2013».

## Семья
Людмила Тукан замужем, воспитывает двух дочерей — Карину и Маргариту. Старшая дочь учится музыке и вокалу, младшая — начинающий художник. В 2013 году Людмила с семьей переехала в Чадыр-Лунгу. Певица продолжает свою карьеру и пишет новые песни.